# Адсорбер

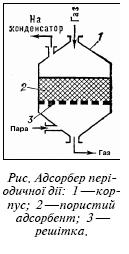

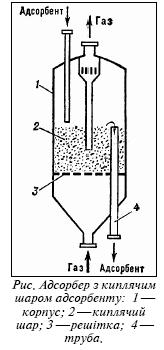

Адсо́рбер (рос. адсорбер, англ. adsorber, нім. Adsorber, Adsorptionsapparat) — пристрій, в якому здійснюють адсорбцію. Розрізняють А. періодичної і неперервної дії (гіперсорбери, адсорбери з киплячим шаром). Різновид адсорбера — адсорбційна колона.

## Адсорбційна колона
Адсорбційна колона (рос. адсорбционная колонна; англ. àdsorption column, adsorption tower; нім. Adsorptionssäule, Adsorber) — апарат в якому відбувається процес поглинання одного або декількох компонентів із суміші газів або розчину твердою речовиною — адсорбентом. Застосовується для видалення з газів і рідин різних речовин, які містяться в невеликих концентраціях, летких розчинників з їх сумішей з повітрям або з будь-яким газом, в процесах осушування і очищення природних газів тощо. Як адсорбент використовуються тверді пористі речовини з великою питомою поверхнею — активоване вугілля, цеоліти, силікагель, йонообмінні смоли (йоніти) та ін. На поверхні або в порах адсорбенту відбувається концентрування компонентів, що видаляються. Розрізняють А.к. з нерухомим шаром адсорбенту, в яких адсорбція здійснюється періодично (відновлюється після десорбції), і з рухомим або «киплячим» шаром, в яких поглинання відбувається безперервно.